# タワー111

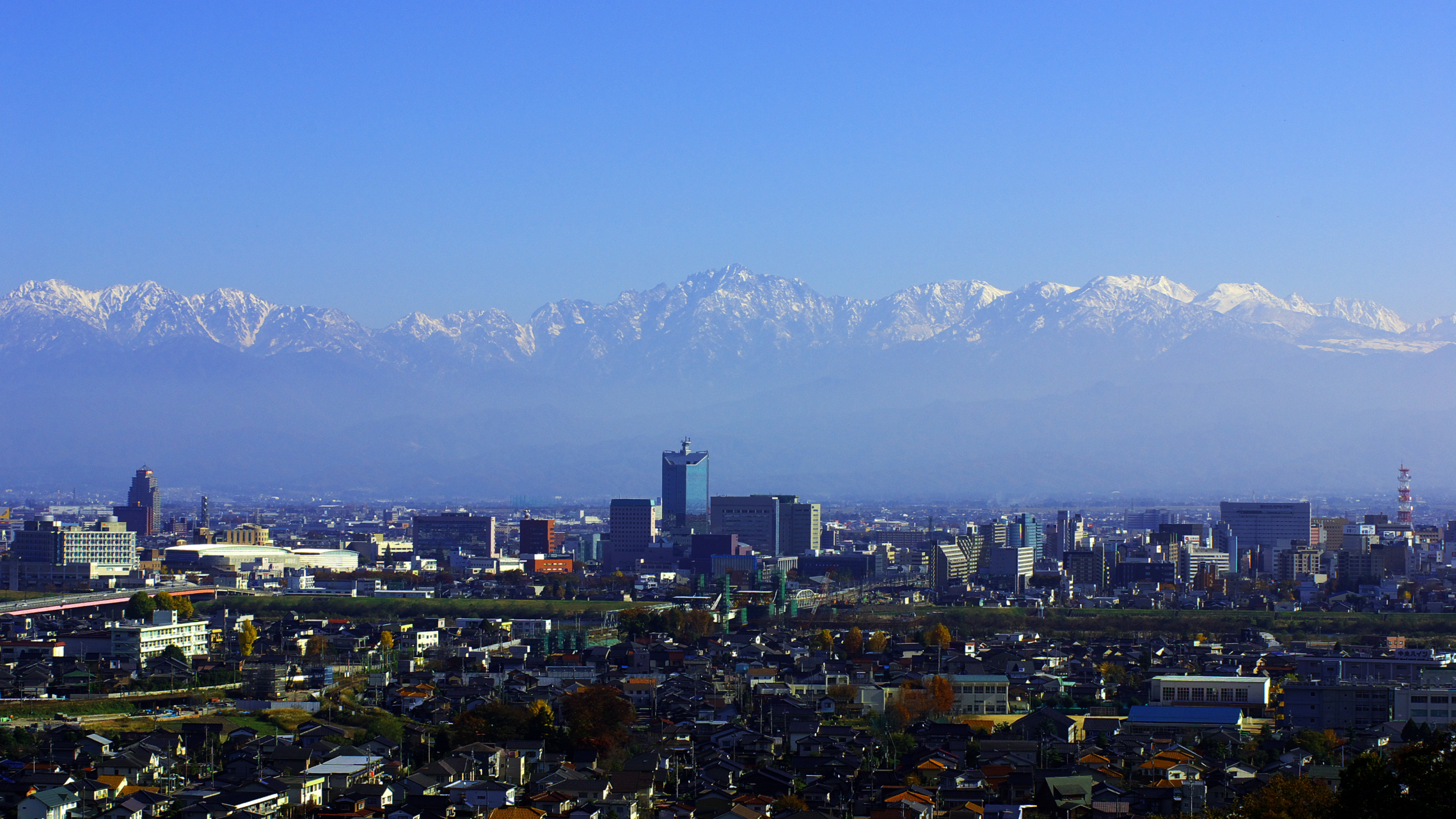
呉羽山から見たタワー111（写真中央）と剱岳。2010年11月。

タワー111（タワートリプルワン）は、富山県富山市にある1994年（平成6年）竣工の地上22階、地下1階、高さ111.0mで富山県で一番高いビル。情報通信企業（独立系システムインテグレーター）のインテックの創立30周年記念事業として建設された本社ビル（登記上本店所在地）であり、正式名称はインテックビル。建設当初の正式名称はインテック明治生命ビルだったが、インテックが明治安田生命保険の持ち分を買い取り、名称変更された。

## 概要
1989年（平成元年）3月29日に、当時富山駅北口に所有していたインテック社有地にて地上20階建ての本社ビルを1992年（平成4年）完成を目標に建設する計画を明らかにした。1991年（平成3年）9月20日に着工、1993年（平成5年）7月2日の上棟式を経て、1994年（平成6年）4月27日に完成式が挙行された。
インテックと明治生命保険（現明治安田生命保険）が共同で建設費約200億円で建設したが、2004年（平成16年）3月にインテックが明治安田生命保険の持分31%を18億円で取得し、インテックグループの100%所有となった。
インテックの他にもテナントが入居し、多目的ホールであるスカイホールがある。かつては最上階に一般開放された展望室があったが、現在はインテックグループの受付があるため一般の来場者は利用できない。
オフィステナントとして、2004年11月1日に日本海側初の国連関連機関である国連環境計画（UNEP）北西太平洋地域海行動計画（NOWPAP）地域調整部富山事務所が、また、同年6月、地元自治体の誘致活動により、米国AIGグループのAIU保険会社国内コールセンターと、同グループのアメリカンホーム保険会社のコールセンターが入居した。
愛称であるタワー111の由来は、高さが111メートルであることの他、インテックの前身である富山計算センター設立日である1月11日、インテックが東証2部に上場した日である11月1日、竣工年の1994年が富山県の置県111周年であることとなっている。

## 施設概要
- 発注者 - 株式会社マイシティ（現スカイインテック）、明治生命保険相互会社（現明治安田生命保険）
- 設計監理 - 三菱地所
- 施工 - 佐藤工業
- 構造 - 鉄骨鉄筋コンクリート構造（SRC）
- 階数 - 地上22階（PH階は23階）、地下1階
- 最高部高さ - 120.5m
- 屋上高さ - 111.0m
- 敷地面積 - 5,633m2
- 建築面積 - 3,272m2
- 延べ床面積 - 35,745m2

## 施設等
- スカイホール - イベント・講演・コンサートに利用できる多目的ホール（462席）
- フードコート
- 店舗
  - 京都きもの友禅
  - 歯科医院
  - 美容整形外科

など

## 主な入居企業
- インテック
- AIG損害保険株式会社
- セコム北陸
- 鉄道・運輸機構鉄道建設本部北陸新幹線第二建設局
- 東海東京証券富山支店
- 富山第一銀行ニューセンター支店
- 三菱商事北陸支店
- 三菱電機北陸支社富山支店
- 三菱電機ビルテクノサービス北陸支社富山支店
- 三菱電機プラントエンジニアリング中部本部北陸支社
- NOWPAP/RCU/富山事務所

かつてはテレビ金沢富山支店も入居していたが現在は移転。

## イルミネーション
竣工20年を迎えた2014年よりLEDによるライトアップを行うことになり、6月12日に点灯式が行われた。ライトアップは日没から午後10時まで行われる。
また、同ビルの竣工以来、毎年クリスマスシーズンになると、ビル南側の窓を活用しクリスマスツリーを浮かび上がらせる「クリスマスイルミネーション」を行っている。当日の模様はテレビや新聞に必ず取り上げられ、地元では恒例行事となっている。

## アクセス
- 富山地方鉄道富山港線インテック本社前停留場から徒歩1分
- JR西日本・あいの風とやま鉄道 富山駅北口から徒歩3分
- 有料時間貸駐車場（タワー111パーキング）

## その他
- 建築敷地が三角形のため、敷地有効活用のため建物は八角形の棟を3つ合わせた形となっている。
- かつて22階にはレストランと展望室があったが、現在はインテックグループの受付となっている。
- ビルの頂上には、チューリップテレビの情報カメラとSoftBankの基地局が設置されている。
- 第26回富山県建築賞一般の部入賞[1]。